# Маяк (Євпаторійський район)
Мая́к (крим. Mayak, раніше — Тарханкутський маяк, крим. Tarhan Qut Mayak) — село Євпаторійського району Автономної Республіки Крим.
Розташоване на заході району.

## Населення
За переписом 2001 р. населення станом на 2001 рік становило 50 осіб. У 2014 році у селі мешкало 114 осіб.

## Географія
Розташоване в південно-західній частині району, в 28 км на південний захід від Чорноморського. Крайній західний населений пункт Євпаторійського району та всього Криму. У межах села розташовані Тарханкут і Тарханкутський маяк. Відстань до райцентру Чорноморське — приблизно 28 кілометрів по шосе. Транспортне сполучення здійснюється по регіональній автодорозі 0-11715 Оленівка — Маяк).

## Сучасний стан
На 2016 рік у Маяку вулиць не числиться; на 2009 рік, за даними сільради, село займало площу 8,1 гектара, на якій у 58 дворах проживало 132 особи. Село пов'язане автобусним сполученням з райцентром та сусідніми населеними пунктами.

## Історія
Як самостійний населений пункт поселення при маяку (житло доглядачів, споруджене одночасно з вежею) згадується у виданій у 1886 році «Довідковій книжці про парафії та храми Таврійської єпархії…» єпископа Гермогена, згідно з якою Тарханкутський маяк — належить до приходу Ак-Мечетської церкви Захарія та Єлисавети. У «…Пам'ятній книжці Таврійської губернії на 1900 рік» Маяк Тарханкут — окреме поселення з 16 жителями в 1 домогосподарстві в Кунанської волості Євпаторійського повіту.
Після радянської окупації Криму, за постановою Кримрівкому від 8 січня 1921 року № 206 «Про зміну адміністративних кордонів» було скасовано волосну систему та утворено Євпаторійський повіт, в якому створено Ак-Мечетський район і село увійшло до його складу. 11 жовтня 1923 року, згідно з постановою ВЦВК, до адміністративного поділу Кримської АРСР було внесено зміни, внаслідок яких округи було скасовано, Ак-Мечетський район скасовано і село увійшло до складу Євпаторійського району Євпаторійського району. Відповідно до Списку населених пунктів Кримської АРСР по Всесоюзному перепису 17 грудня 1926 року, при Маяку Тарханкутському, Кунанської сільради Євпаторійського району, було 5 дворів, населення становило 5 чоловік. За даними всесоюзного перепису населення 1939 року в селі проживало 50 осіб.
Час присвоєння статусу села з доступних історичних документів поки не встановлений, але на 1960 рік Маяк уже вбув у складі Оленівської сільради. З 12 лютого 1991 року село у відновленій Кримській Автономній Радянській Соціалістичній Республіці, 26 лютого 1992 року перейменованою в Автономну Республіку Крим. 21 березня 2014 року захоплено збройними силами РФ.

## Російсько-українська війна
У селі Маяк після окупації Росією була розташована база 3-го радіотехнічного полку у складі радіотехнічних військ Повітряно-космічних сил Росії. Також на Тарханкутському півострові є радіолокаційний вузол — РЛК Небо-М та РЛС Каста-2Е2. По периметру підготовлено позиції для ППО.
На світанку 24 серпня 2023 року бойова група розвідників ГУР МО України атакувала півострів Крим біля села Маяк. Відбувся жорстокий бій за участю плавзасобів та авіації. Атакуючі знищили групу окупантів і техніки. Про втрати з боку нападаючих не повідомляється.